# Wiener Linien
Wiener Linien GmbH & Co KG (nota anche con l'acronimo WL) è una società pubblica austriaca responsabile della gestione di gran parte del trasporto pubblico locale nella città di Vienna. Essa gestisce l'intera rete tranviaria, autobus e metropolitana della città ed è interamente controllata da Wiener Stadtwerke.

## Storia
Dopo alcuni decenni di gestione privata il comune di Vienna assunse nel 1903 il controllo di gran parte della rete tranviaria, fino ad allora esercita con tram a cavalli. Dopo aver completato nel 1907 l'acquisizione delle rimanenti linee tranviarie, il comune traghettò l'intera rete verso l'elettrificazione, completata nel 1922.
In seguito ai danni provocati dalla seconda guerra mondiale, il 1º gennaio 1949 le società operanti i vari servizi pubblici, incluso quello dei trasporti, diedero vita a Wiener Stadtwerke. Il servizio di trasporto pubblico fu quindi operato da una divisione della società, Wiener Stadtwerke - Verkehrsbetriebe, che a partire dal 1990 iniziò ad operare con il marchio Wiener Linien. Quest'ultimo sarà iscritto al registro locale delle imprese, come controllata di Wiener Stadtwerke, il 12 maggio 1999.

## Servizi gestiti

### Linee autobus

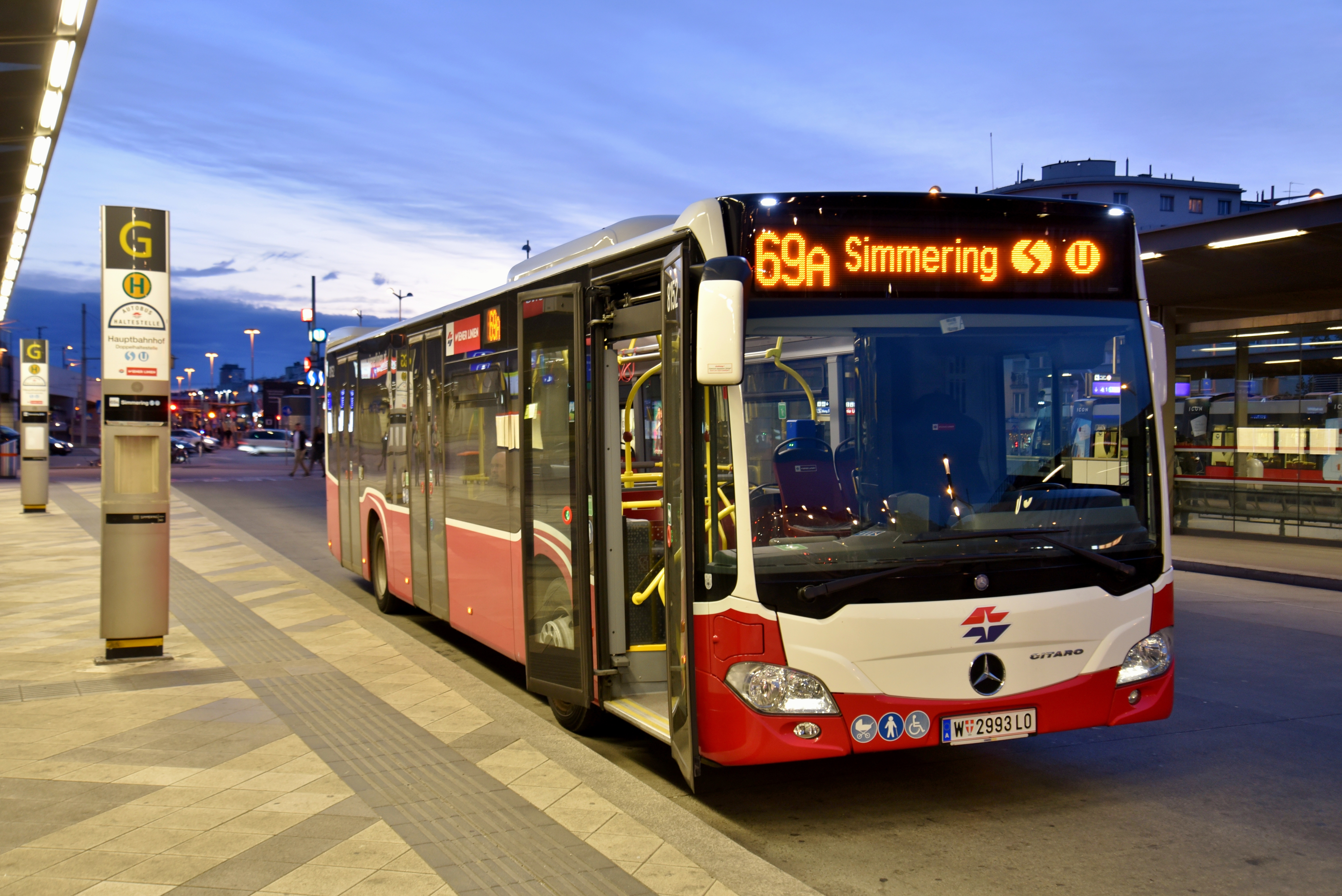
Mercedes-Benz Citaro C2 di Wiener Linien sulla linea 69A

La società gestisce oltre 140 linee autobus, di cui 17 attive in fascia notturna.

### Linee metropolitane

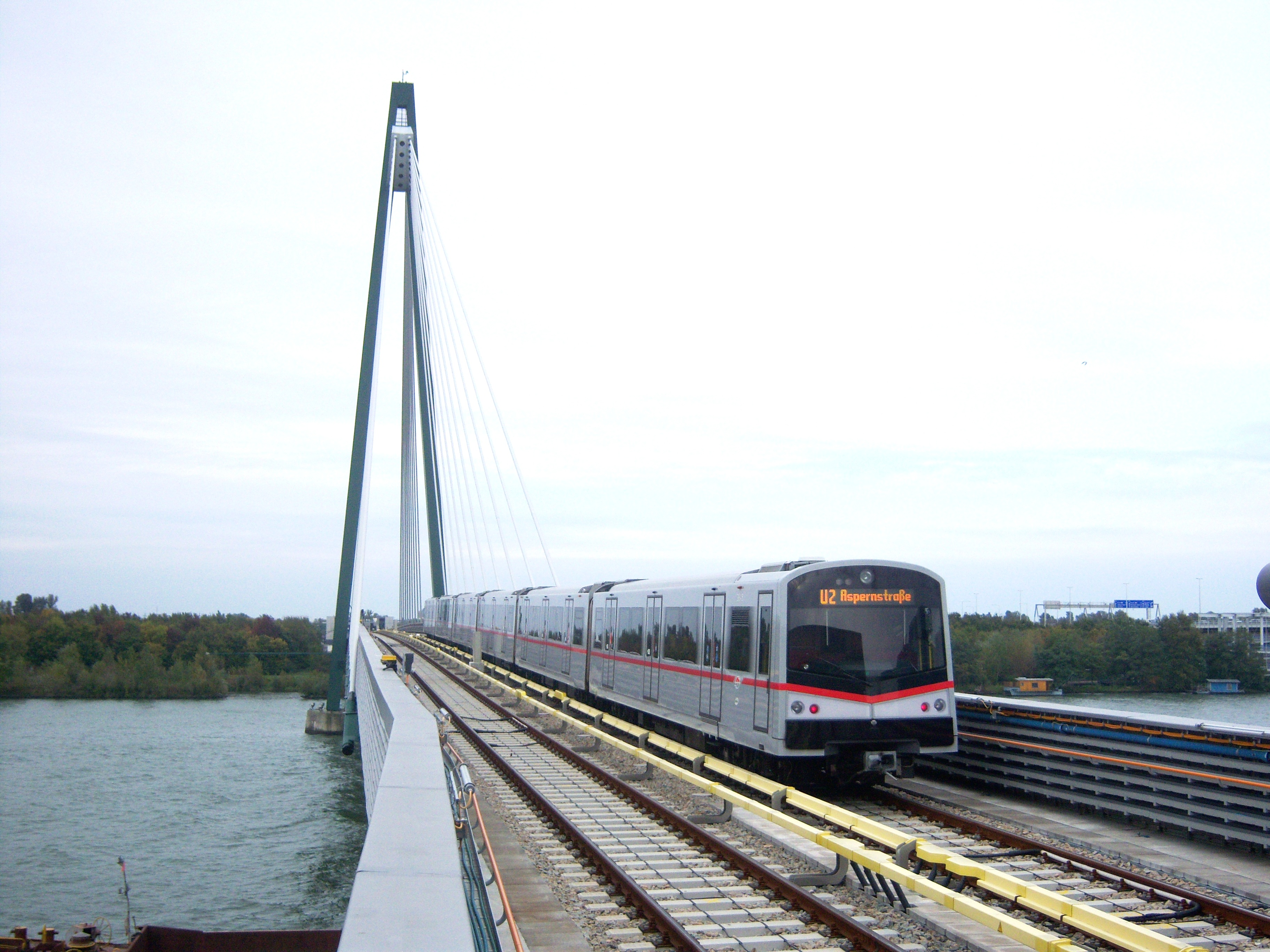
Convoglio della linea U2 sul Donaustadtbrücke

- Linea U1 (Leopoldau - Oberlaa Therme Wien)
- Linea U2 (Seestadt - Karlsplatz)
- Linea U3 (Ottakring - Simmering)
- Linea U4 (Hütteldorf - Heiligenstadt)
- Linea U6 (Siebenhirten - Floridsdorf)

### Linee tranviarie

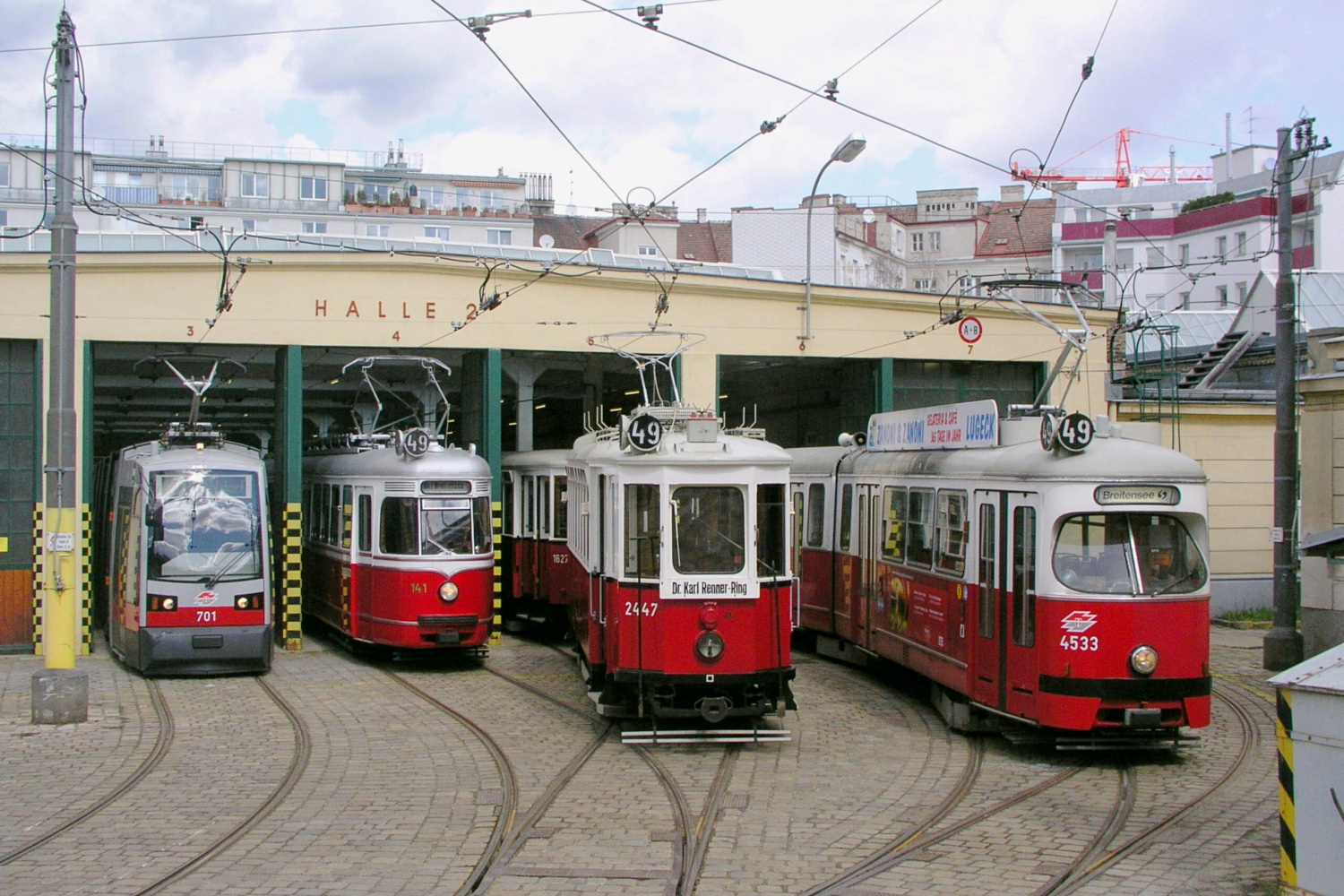
4 generazioni di convogli tranviari presso la rimessa di Breitensee, demolita nel gennaio 2009.

La rete, completamente elettrificata, si compone di 28 linee per una lunghezza totale di 176,9 km.